# Walter Brusius

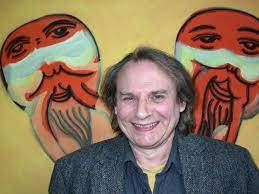
Walter Brusius

Walter Brusius (* 1950 in Niederwörresbach) ist ein deutscher Maler.
Brusius lebte und malte zunächst in Aachen. Ab 1973 studierte er Malerei, Kunst und Design an der FH Köln.
1980 folgte der Abschluss als Meisterschüler von Werner Schriefers.
1980 hatte er ein Atelier in Düsseldorf, wo er lebte und arbeitete. Seit 1983 lebt er als freischaffender Künstler in Bad Kreuznach.
1999 wurde er mit dem Kulturpreis der Stadt Bad Kreuznach ausgezeichnet.

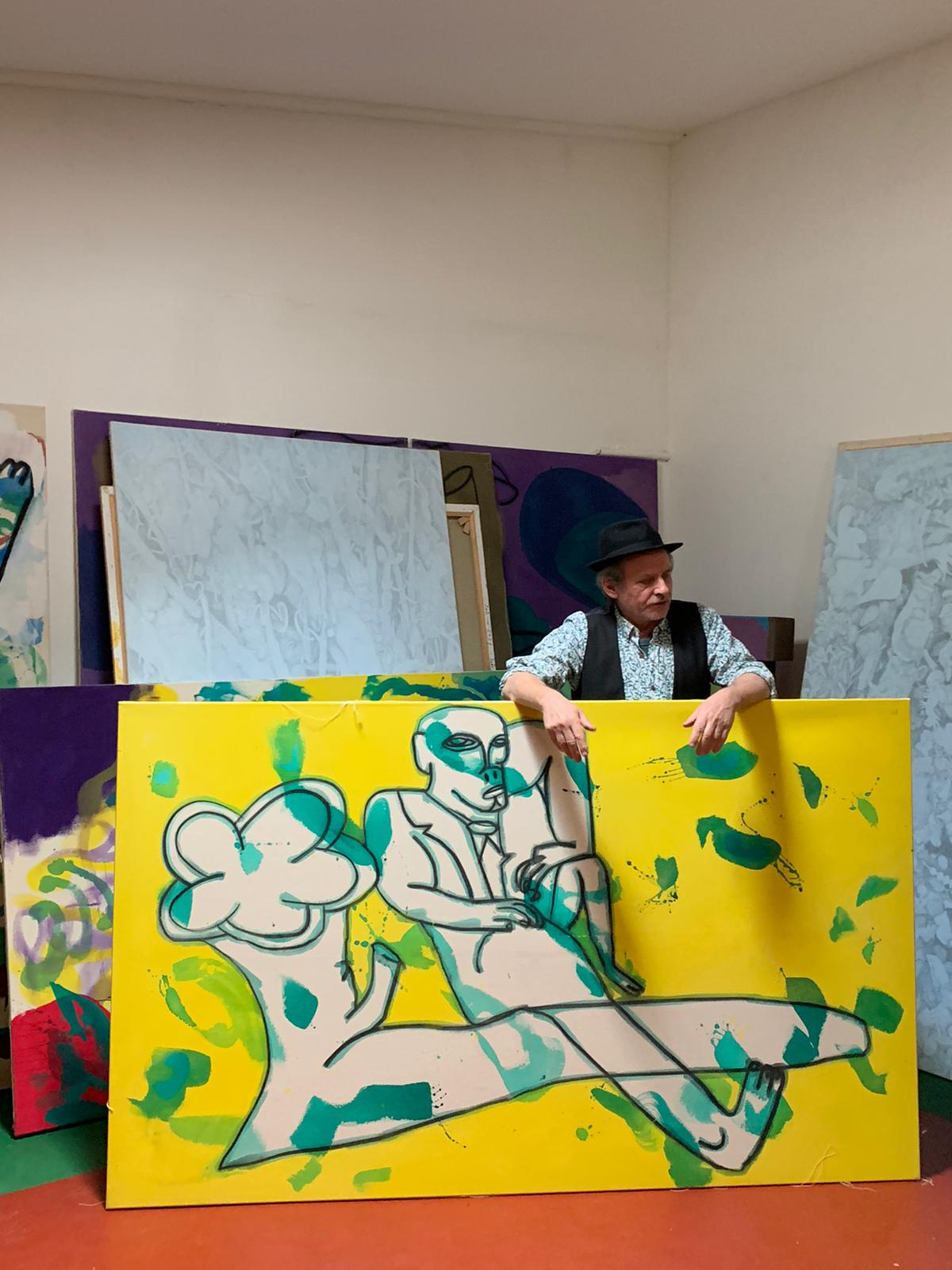
Walter Brusius in seinem Atelier in Bad Kreuznach

## Ausstellungen
- 1991: 03.03- 04.04.1991 – Galerie Kilian
- 1992: 17.06- 30.07.1992 – Galerie Kilian
- 1992: 22.06. – Aquarell bei Manfred Killian
- 1992: 14.03. – Fingerübungen der Phantasie – Agentur Scheumann
- 1992: 09.11.–24.11.1992 – Galerie Ansichtssache
- 1994: 11.12.-22.12.1994 – Galerie Altes Sägewerk Katzloch
- 1996: 28.09.-06.10-1996 – Malerei im Garten / Familie Winter
- 1996: 22.11.-24.11.1996 – Grahamhaus Studt Werk Kunst –  Bad Kreuznach
- 1999: 16.02.-27.02.1999 – Galerie auf Zeit Bad Kreuznach   *
- 2000: 20.02.-26.03.2000 – Schlosspark Museum / Aquarell und Gemälde
- 2000: 26.03. – 25 Jahre Walter Brusius / Schloßparkmuseum – Kunstraum
- 2000: 07.09.-06.10.2000 – Volksbank Bad Kreuznach
- 2001: 30.11.-04.01.2002 – Wappensaahl Herrenstein
- 2002: 22.06.-20.06.2002 – Orgel Art Museum
- 2004: 05.03.-03.04.2004 – Galerie Cornelissen Wiesbaden
- 2005: 29.05.-09.06.2005 – Kunsthandlung Becker – Gehobene Schätze
- 2009: Schloss Alsheim
- 2009: Der Jäger aus Kirpfalz / Orgel Art Museum
- 2009: Perspektiven in 254 A Keinheit Walter Brusius trifft Fred Lex
- 2010: 27.03.-25.09.2010 – Bannkreis der Farben
- 2011: Das Licht der Kindheit – Volksbank Bad Kreuznach
- 2012: Der Lügner (Buch)
- 2013: Ausstellung – „mach ebbes“
- 2016: HSBC Bank Frankfurt – Ausstellung zweimal vorgetanzt
- 2018: Eine Reise durch das Irrsinnslabyrinth unserer Zivilisation
- 2018: Galerie Cornelissen Wiesbaden
- 2018: 20.04. High in the Sky / HSBC Bank Frankfurt
- 2018: 16.12.–20.01.2019 – „Denkmalerei“ Stadt Rockenhausen / Museum Pachen
- 2019: 04.08. – Kunsthalle Berschweiler  Malerei / Objekte / Videos – Der Mann im Baum
- 2020: Die Stadt wird Bunt
- 2021: Galerie KUK1292 Frankfurt am Main – Arbeiten auf Papier
- 2021:The Frankfurt Art Experience
- 2022: Meffert Foyer / Wandbild /

## Exponate in Museen
- Orgel Art Museum
- Museum Pachen
- Kunsthaus Taunusstein

## Exponate in Sammlungen
Sammlung Deutsche Bank

## Auktionen
- Auktionshaus Döbritz / mit Blick auf den Berg

## Veröffentlichungen
- Die Sicherheit in der Nacht. Gedichte – Zeichnungen. Düsseldorf 1981.
- Die Baumbewohner. ein Text und 18 Collagen. 2005.
- Irdischer Wein – himmlischer Genuss. Thomas Hartmann, Julia Klöckner und Walter Brusius. ISBN 978-3-7228-0748-5.

- Atelier Hefte:
  - 1 Der Kopflose Hund
  - 2 Landname
  - 3 die Kuh, die die Schokolade nicht vertrug
  - 4 Ammer und Groß
  - 5 Der Feuerlöscher, Aufbruch zum Nordpol
  - 6 Der König der Schwäne
  - 7 Zwei Schneebälle
  - 8 Der Karton
  - 9 September
  - 10 Der Fluss nach Tempa
  - 11 Das Wunder mit dem Knie
  - 12 Die Köche
  - 13 Der Klang der Stille
  - 14 John auf dem Dach * Der Unfall – An der Autobahn
  - 15 Der misslungene Abschied
  - 16 Das Liebespaar im Boot
  - 17 Der Klavierlehrer
  - 18 Malereien mit dem Katzenschwanz
  - 19 Die Stadt und das halbe Gebirge
  - 20 Schaumburg
  - 21 Das Auge auf der Schalttael
  - 22 Der Glanz auf der Haut
  - 23 Die Pfeife aus Meerschaum
  - 24 Hendrix und der Bienenfresser
  - 25 Die Vogelzählung / 10 Geschichten
  - 26 Lorca und seine Nichte
  - 27 Die blaue Blume
  - 28 Kalifornischer Sommer

## Belege
1. ↑  Walter Brusius in der Rheinland-Pfälzischen Personendatenbank

| Personendaten    | Personendaten    |
| ---------------- | ---------------- |
| NAME             | Brusius, Walter  |
| KURZBESCHREIBUNG | deutscher Maler  |
| GEBURTSDATUM     | 1950             |
| GEBURTSORT       | Niederwörresbach |